# 第四次鄂圖曼威尼斯戰爭
第四次鄂圖曼-威尼斯戰爭，又稱賽普勒斯戰争，是一場發生於1570年－1573年間的战争，為鄂圖曼土耳其帝國與威尼斯共和國之間的第四場戰争。其中，威尼斯共和國加入了由教皇主導的基督教國家軍事同盟「神聖同盟」，成員包含西班牙帝國（包括拿坡里王國與西西里王國）、熱內亞共和國、薩伏依公國、醫院騎士團、托斯卡納大公國及其餘意大利城邦。
這場戰爭是鄂圖曼蘇丹塞利姆二世統治期間的一次大捷，始於鄂圖曼帝國入侵由威尼斯人所控制的賽普勒斯島。岛上首邑尼科西亞和其他幾個城鎮很快就被實力強大的鄂圖曼軍隊攻陷，只剩下法马古斯塔在威尼斯人手中。由於神聖同盟的增援遲遲未到，法馬古斯塔在守軍堅守11個月後，終在1571年8月淪陷。在兩個月後的勒班陀海戰中，神聖同盟的聯合艦隊摧毀了鄂圖曼帝國的艦隊，但未能把握時機扭轉戰局。最終，鄂圖曼帝國迅速重建其海軍，迫使威尼斯單獨談判，並達成和平協議。戰敗的威尼斯將賽普勒斯割讓給鄂圖曼帝國，並納貢30萬達克特。

## 背景
自1489年以來，大而富裕的賽普勒斯島一直處於威尼斯人的統治之下，它與克里特島都是共和國的主要海外屬地之一。在16世紀中葉，當地希臘人口估計為160,000人，至1570年時已有180,000人。除了擁有可控制黎凡特貿易之地理位置之外，該島還可以生產有利可圖的棉花和糖。為了保護他們最遙遠的殖民地，威尼斯人每年會向埃及的馬木路克蘇丹進貢8,000達克特，並在1517年，埃及被鄂圖曼帝國征服後，與鄂圖曼帝國簽訂了相同的協議。儘管如此，該島在東地中海的戰略位置——位於安納托利亞，也就是鄂圖曼中心地帶，和新獲得的黎凡特和埃及省之間，使其成為鄂圖曼帝國未來想要佔領的誘人目標。此外，威尼斯當局會對騷擾鄂圖曼帝國航運的海盜提供保護，同時这些海盗也会袭击前往麥加的穆斯林朝觐者：這些動作皆使鄂圖曼帝國的領導人相當不滿。1568年，在鄂圖曼帝國結束了匈牙利的征服及對哈布斯堡的長期戰爭後，塞利姆二世將注意力轉向了賽普勒斯。一個流行的傳聞把這一決定歸因於蘇丹對賽普勒斯葡萄酒的熱愛，與他同時代的約瑟夫·納西——一位與蘇丹有相同愛好的葡萄牙猶太人——被任命為納克索斯島的統治者。而作為蘇丹的穆扎希布（最受寵的顧問），他提出了入侵賽普勒斯的想法。傳聞納西對威尼斯懷恨在心，他夢想能成為賽普勒斯的新國王，為此他將王冠和皇室旗幟都事先準備妥當。
儘管礙於與威尼斯現有的和平條約（最近的一次於1567年續簽）以及圍繞大維齊爾索庫魯·穆罕默德帕夏之鴿派反對，主張訴諸戰爭之鷹派還是佔了上風。謝赫伊斯蘭颁布教令，並宣布違反該條約是合情合理的，他稱賽普勒斯曾經是「伊斯蘭國」（大概7世紀的時候）的一部分，必須被重新奪回：
他（賽普勒斯）不可能成為我們永遠的障礙。對於我們的蘇丹（以全能者之姿為他的勝利而榮耀）來說，只有在對所有穆斯林都有利的情況下向異教徒和解才符合我們的教令。當早些時候，它看起來似乎有利可圖，然後你們發現得到它後將更有價值的時候，那麼，得到它即是勢在必行，亦是遲早成真的事。
至於支持該行動的資金，是通過沒收、轉售希臘東正教教堂的修道院和教堂來籌資的。蘇丹的老師拉拉·穆斯塔法帕夏被任命為陸軍指揮官；穆安津札德·阿里帕夏則被任命為卡普丹帕夏——也就是海軍總司令。由於他在海軍事務方面完全沒有經驗，因此他指定了有才能且經驗豐富的皮雅利帕夏作為他的主要助手。
至於威尼斯那邊，鄂圖曼帝國的意圖已經十分的明確，他們已料想到鄂圖曼土耳其人可能對賽普勒斯發動襲擊。隨著那場「令人髮指的戰爭」在1564年至1565年間爆發，鄂圖曼土耳其人的艦隊航行到了馬爾他，而隨著鄂圖曼帝國海軍在1567年末和1568年初時，集結的規模變得更加明顯時，威尼斯人的不安感再次上升。當鄂圖曼帝國艦隊於1568年9月，帶著納西訪問賽普勒斯時，威尼斯當局對此更加震驚。它們表面上是善意訪問，但實際上，這是一次隱蔽性極低的監視島嶼防禦能力的一場「巡視」。為了應對可能與鄂圖曼土耳其人發生的任何一場戰爭，賽普勒斯、克里特島、科孚島和其他威尼斯屬地的防禦在1560年代進行了大翻新，並聘請了著名的軍事工程師斯福爾扎·帕拉維奇尼為顧問。他們增加了駐軍的數量，並試圖通過建造鑄造廠和火藥廠，使克里特島和賽普勒斯可以在軍事上得以自給自足，以彌补远离威尼斯本土的孤立形勢及先天物資之劣勢。然而，人們普遍認為賽普勒斯不可能在沒有任何支援的情況下維持長期抗戰。正如一位當代歷史學家所寫的：他離威尼斯有很大的距離，並被鄂圖曼帝國的領土所包圍，已被置於「虎口之中」。在這種情況下，缺乏火藥的補給將使得威尼斯堡壘很容易就會易手給鄂圖曼帝國。此外威尼斯也不能依賴位於西地中海的主要基督教勢力：也就是西班牙哈布斯堡王朝的幫助，因為後者現在正捲入鎮壓荷蘭起義和國內之反摩里斯科人的行動。威尼斯還有另外一個問題：也就是是島上居民對此的態度。當地信仰東正教的希臘人对信仰天主教的威尼斯人强加给他们的嚴厲待遇和壓迫性的稅收表達了極大的不滿，因此，他們普遍樂於接受給鄂圖曼人統治。
到1570年初，隨著鄂圖曼的準備工作的完成，以及位在君士坦丁堡的威尼斯總辦馬可·安東尼奧·巴巴羅發出的警告，使最高执政团相信：戰爭開打已是遲早的事情，因此援軍和金錢被緊急送往克里特島和賽普勒斯島。1570年3月，一名鄂圖曼帝國特使被派往威尼斯，並發出最後通牒，要求威尼斯當局立即割讓賽普勒斯。儘管最高执政团中也有人主張割讓該島以換取達爾馬提亞的土地及更進一步的貿易特權，但因為可能會獲得來自其他基督教國家的援助，使得共和國最後還是下定決心果斷拒絕了最後通牒。

## 鄂圖曼帝國征服賽普勒斯

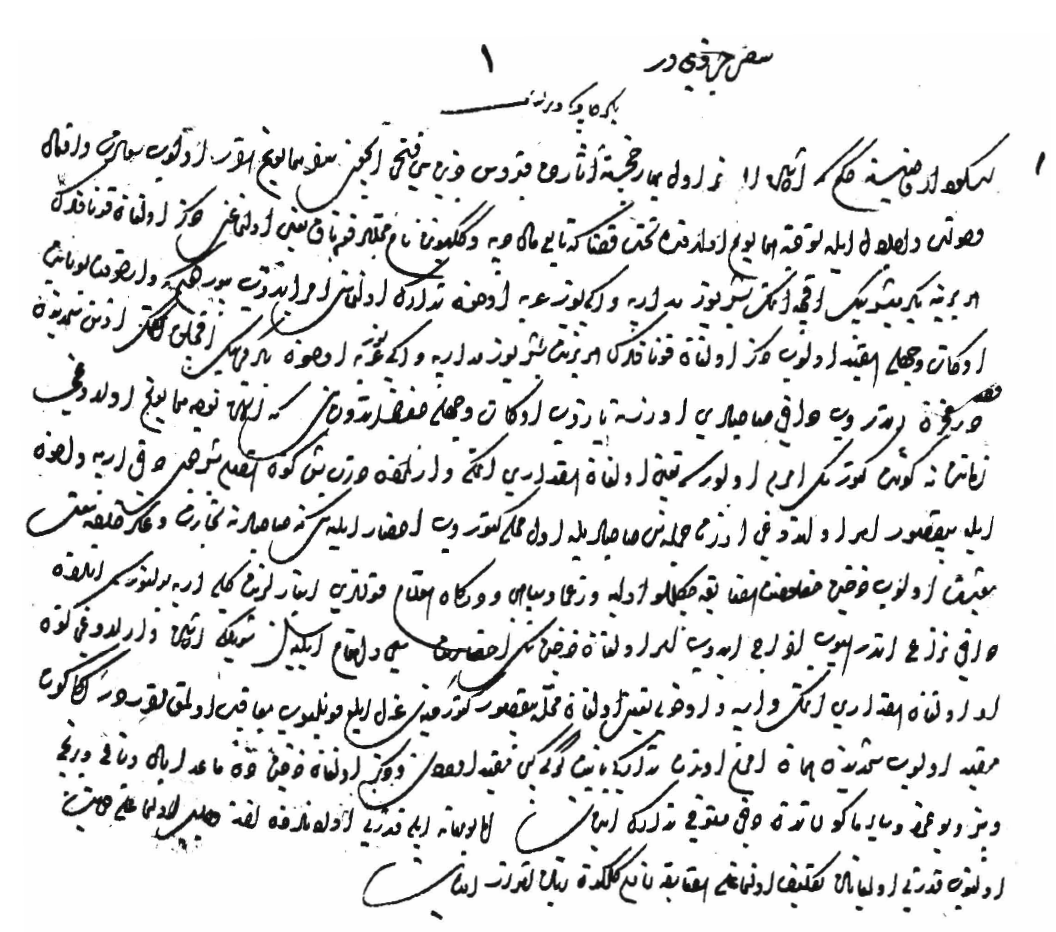
底萬就戰爭爆發前的口糧問題，向于斯屈达尔的卡迪告知其決定

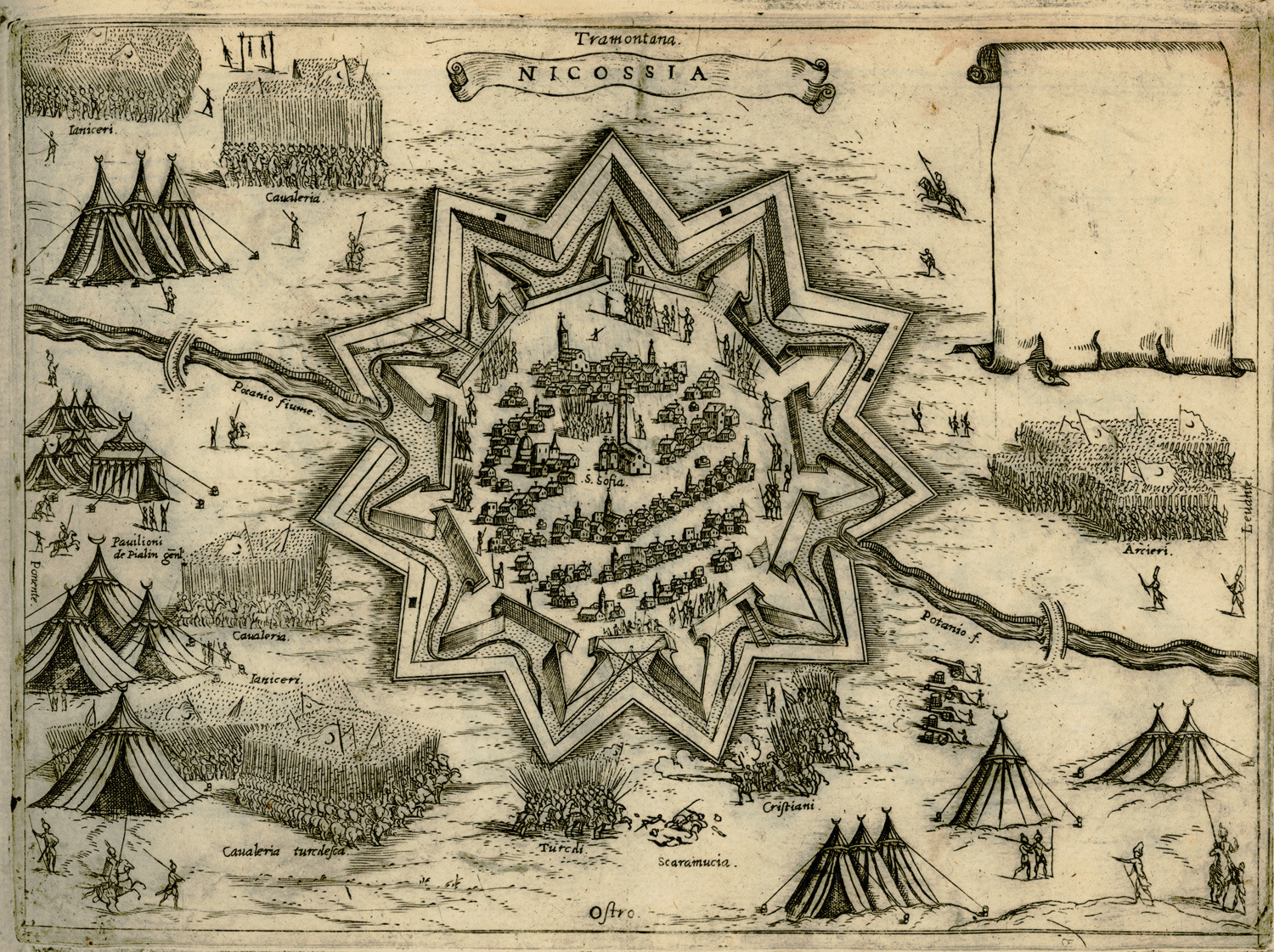
尼科西亞圍城戰圖，1574年由喬瓦尼·卡莫喬所繪

6月27日時，約有350~400艘船和60,000~100,000人之入侵部隊啟航前往賽普勒斯。它於7月3日在該島南岸的拉納卡附近的薩林斯登陸，没有受到抵抗，随後向首都尼科西亞進軍。威尼斯人曾争论是否要反擊鄂圖曼軍隊的登陸，但面對鄂圖曼艦隊的優勢火砲，以及一旦行動失敗就等同島上的防禦力量將被全殲的問題，因此他們決定退守至堡壘之內並直到增援到達為止。尼科西亞圍城戰始於7月22日並持續了七週，直到9月9日為止。這座城市外圍所新建的，由土牆所堆積的星形要塞良好地承受住了鄂圖曼帝國的轟炸。鄂圖曼帝國在拉拉·穆斯塔法帕夏的指揮下，朝著城牆挖溝並逐漸填滿周圍的溝渠，同時用火繩槍的持續齊射，給正在工作的工兵提供保護。最後，經過45天的圍攻，即9月9日，在防御者耗盡所有彈藥後，鄂圖曼軍隊在第15次進攻時，成功攻破了城牆，隨後共有20,000名居民死於一場屠殺，就連城內被穆斯林視為不潔的豬也被殺害了，只剩下被抓來賣為奴隸的婦女和男孩倖免於難。此時，一支由200艘船所組成的基督教聯合艦隊——一群由威尼斯人（在吉羅拉莫·贊恩領導下）、教皇（在馬爾坎托尼奧·科隆納領導下）和那不勒斯/熱那亞/西班牙人（在喬瓦尼·安德烈·多里亞領導下）組成的中隊——於8月下旬在克里特島集結，正準備航行到賽普勒斯，但他們在收到尼科西亞已經陷落的消息後即折返。

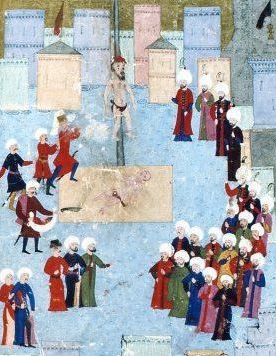
法馬古斯塔的威尼斯指揮官馬可·安東尼奧·布拉加丁在鄂圖曼帝國占領這座城市後慘遭殺害。

在尼科西亞淪陷後，北部的凱里尼亞要塞毫無抵抗地投降了，9月15日，土耳其騎兵出現在威尼斯最後的據點法馬古斯塔前。在這一點上，同時代的人估計威尼斯人的整體損失（包括當地人口）共有56,000人被殺或被俘。法馬古斯塔的威尼斯守軍約有8,500人，擁有90門大砲，並由馬可·安東尼奧·布拉加丁指揮。他們將與一支擁有200,000大軍、擁有145支槍的軍隊抗爭11個月——這為教皇提供了足夠的時間，以便讓那些不情願參加該場戰役的歐洲基督教國家，組成了反鄂圖曼聯盟。鄂圖曼帝國於9月1日設好了他們的槍支。在接下來的幾個月裡，他們在堡壘周圍挖掘了一個縱橫交錯的巨大戰壕網路系統，深度為三英里：這為鄂圖曼帝國的軍隊提供了良好的庇護。當攻城用的戰壕接近要塞並進入城牆的砲火射程時，十座用木材、填土和棉花製成的堡壘會被建立起來。然而，鄂圖曼帝國也沒辦法完全的以海上封鎖徹底終結這座城市的海軍力量，這使威尼斯人能夠補給物資並補充增軍。當到了隔年一月，威尼斯人獲得補給的消息傳到蘇丹耳中後，他召回了皮亞利帕夏，讓拉拉·穆斯塔法獨自一人來負責圍攻。與此同時，索库鲁·穆罕默德帕夏提出與威尼斯的單方面和平協議最終以失敗告終：如果共和國割讓該島，他們將讓出位於法馬古斯塔的一個貿易站，但威尼斯人受到他們最近在阿爾巴尼亞佔領的都拉斯和正在進行的建立基督教聯盟的談判（見下文）的鼓舞下，威尼斯拒絕了。因此在1571年5月12日，對法馬古斯塔防禦工事的密集轟炸開始了，8月1日，隨著彈藥和補給逐漸耗盡，駐軍被迫投降。法瑪古斯塔之圍使鄂圖曼帝國傷亡約50,000人。鄂圖曼帝國允許基督教居民和倖存的威尼斯士兵和平地離開法馬古斯塔，但當拉拉·穆斯塔法帕夏得知一些穆斯林囚犯在圍攻期間被威尼斯士兵所殺時，他活剥並肢解了布拉加丁，处决了他的同伴，布拉加丁的皮膚先在島邊被游行示众一陣，后才被送去君士坦丁堡。

## 神聖同盟之建立與準備
當鄂圖曼軍隊開始入侵賽普勒斯後，威尼斯便開始尋求盟友的幫助。之前才與鄂圖曼簽訂和平協議的神聖羅馬帝國並不打算因此毀約；法國與鄂圖曼處於聯盟關係，並且敵視著西班牙；波蘭人則被莫斯科大公國的入侵所困擾。作為在地中海上最強大的基督教勢力：西班牙帝國，起初並不打算接受威尼斯的求助，因為他對於在馬爾他之圍時威尼斯人的冷眼旁觀感到不滿。此外，腓力二世希望把這批海軍放到對北非的巴巴里海岸的入侵。西班牙不願與威尼斯人合作，再加上多利亞不想因此而危及他的艦隊，預先1570年就該進行的聯合海軍行動已經被災難性地推遲了。然而，在庇護五世的極力調解之下，一個反鄂圖曼的軍事同盟：神聖同盟，得以在1571年的5月15日建立，並要求記練一個由200艘槳帆船、100艘補給船和50000人士兵所組成的艦隊。為了讓西班牙能夠加入聯盟，該條約還要求威尼斯承諾他們將在北非戰場上援助西班牙。
根據新聯盟的條款，基督教聯合艦隊將由奧地利的唐·胡安所指揮，他們於8月23日抵達墨西拿。然而此時法馬古斯塔早已淪陷，任何拯救賽普勒斯的行動都將毫無意義。而在啟航前往東方之前，唐·約翰還不得不處理各支隊伍之間的互不信任和敵意，尤其是威尼斯人和熱那亞人之間。西班牙的海軍上將則透過分解各國的特遣隊，並將來自不同國家的船隻給混合在一塊來解決這個問題。該艦隊由多里亞指揮右翼，唐指揮中鋒，威尼斯人阿葛斯提諾·巴巴里戈指揮左翼，西班牙人阿爾瓦羅·德·巴贊則指挥预备队。然，盟軍艦隊並不知道法馬古斯塔已被征服的消息，直到他們在9月16日離開墨西拿，於十天後抵達科孚島之時，他們得知鄂圖曼帝國已經攻下了賽普勒斯。由穆安津札德·阿里帕夏所指揮的鄂圖曼帝國艦隊此時正停泊在科林斯灣入口附近的勒班陀。

## 勒班陀戰役

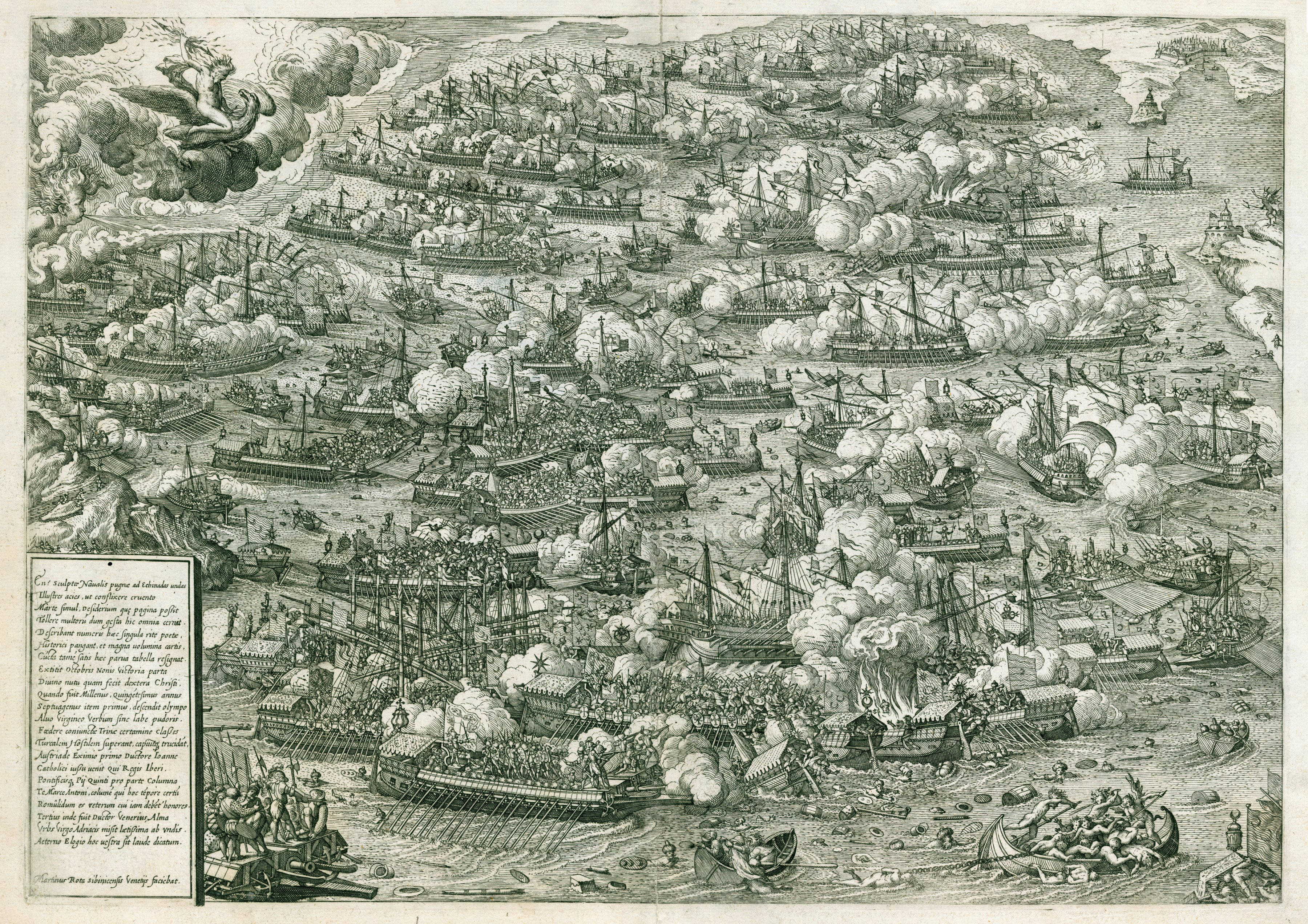
1571年的勒班陀海戰, 由馬蒂諾·羅塔所雕刻

雙方都在尋求發動一場決定性的戰役，為此，他們將佈署在地中海的所有槳帆船的70%~90%都運到了前線。雙方艦隊比例大致平衡：鄂圖曼帝國艦隊的規模更大，共有278艘戰艦，神聖同盟則僅212艘但更加坚固的戰艦；雙方艦隊都有約莫三萬士兵在船上，而鄂圖曼艦隊有五萬水手及划槳手，神聖同盟則有兩萬水手及划槳手，不過他們的大砲數量卻是鄂方的兩倍，鄂方則由龐大且訓練有素的弓箭手彌補之。10月7日之時，雙方於勒班陀附近海域交戰。而結果是神聖同盟的聯合艦隊取得了壓倒性勝利，鄂圖曼帝國艦隊則遭到了毀滅性的重創。除約莫一萬兩千名基督教划桨奴隶被解救救之外，鄂方還失去了約25000~35000士兵。流行的看法认为，此战是鄂圖曼與基督教勢力的一系列戰爭之轉捩點，因為他終結了鄂圖曼帝國自1538年普雷韦扎海战戰勝以來的海軍霸權。然而，他對整場大戰，也就是第四次威尼斯土耳其戰爭的影響微乎其微：因為一場寒冬，使得神聖同盟停止了任何進一步的進攻——這使得鄂圖曼帝國得以利用此次喘息的機會，快速地重建其海軍力量。與此同時，威尼斯在達爾馬提亞則遭到了攻擊：赫瓦爾島被鄂圖曼艦隊袭击，登陸的鄂圖曼陸軍還燒毀了赫瓦爾、斯塔里格勒和維爾博斯卡。
對於在勒班陀海戰後的形勢來看，鄂圖曼的大維齊爾如此道：「你來觀看我們怎樣忍受不幸，但我要讓你知道你們的損失和我們的損失之間的不同。奪走賽普勒斯就是奪走你們的一條手臂，而艦隊的戰敗對我們來說只是被刮去鬍子。失去的鬍子可以再長出來，但手臂卻不能。」因為他們其他的艦隊已經重創了威尼斯，而原本的艦隊雖然已被摧毀了但他們很快便重新建立了250艘戰艦（其中有8艘為仿加萊賽戰船）。儘管如此，鄂圖曼艦隊實質上仍然遭到了嚴重的打擊，除了那些已損失的船艦之外，那些經驗豐富的軍官、水手、技術人員和海軍陸戰隊員幾乎都命喪當場，而在接下來的一年間，威尼斯人跟西班牙人也紛紛將那些倖存的專家一一處決。此外，雖然實際上神聖同盟在此戰的戰略影響十分有限，但如果是鄂圖曼帝國戰勝的話，這個戰略意義將會非常明顯：因為這會讓基督教勢力的海軍力量蕩然無存，鄂圖曼帝國的戰艦將在地中海的任何地方通行無阻，繼而對馬爾他島、克里特島，甚至可能對巴利亞利群島或威尼斯本身，造成嚴重的後果。在勒班陀海戰以及六年前鄂圖曼帝國在馬爾他之圍失利的情況下，表明了地中海勢力一分為二，分別由鄂圖曼帝國所控制的東地中海，以及由哈布斯堡及義大利盟友所控制的西地中海。
隔年之後，隨著基督教聯軍再次回歸之時，他們面臨的是由基利傑·阿里帕夏所領導的新鄂圖曼艦隊──一支由200艘船艦所組成的海軍。由於唐·約翰所率領的西班牙特遣隊一直到9月才到達愛奧尼亞海，這意味著鄂圖曼帝國曾一度存在著有數量優勢，但鄂圖曼帝國的指揮官其實相當清楚自己的弱點，他的舰队是用新木建造的，船员缺乏經驗，因此在8月交戰之時，他積極地避免與盟軍艦隊正面交鋒，並最終安全退至莫頓要塞。西班牙的55艘船艦特遣隊的到來，拉平了雙方的船隻數量及人數，提供了決定性打擊的時機，但是因為基督教領袖之間的矛盾及唐·約翰不願帶領之下而放棄了這次機會。
後來，基督教聯盟開始了產生了分歧，聯盟因而搖搖欲墜。1573年，神聖同盟艦隊未能完全的展開行動；然而，唐·約翰發動了進攻並奪取了突尼斯，但在隔年的1574年，就被鄂圖曼帝國奪回。威尼斯擔心達爾馬提亞的財產會被鄂圖曼奪走，甚至進一步危及弗留利，他還渴望能再次地恢復與鄂圖曼帝國的貿易，所以他便開始與朴特進行單方面的談判。

## 重歸和平與後續
該談判由自1570年以來便一直被監禁的威尼斯人馬可·安東尼奧·巴巴羅所主持。鑑於共和國無法收復賽普勒斯，因此他在1573年3月7日所簽署的條約中確定道：賽普勒斯將成為鄂圖曼帝國的一個省分，並由威尼斯支付300,000達克特，作為其賠償金。此外，鄂圖曼帝國占领了達爾馬提亞之腹地的一块虽小但重要的地区，其中包括城市附近最肥沃的農業區：這對達爾馬提亞的威尼斯城市的經濟產生不良影響。
兩國之間的和平將持續到1645年，克里特戰爭爆發為止。賽普勒斯則被鄂圖曼帝國所統治，直到1878年成為英國的保護國為止。鄂圖曼帝國的宗主權則一直持續到第一次世界大戰爆發為止，該島被英國所吞併，並於1925年成為皇家殖民地。